# Konrád z Urachu
Blahoslavený Konrád z Urachu, O.Cist. (asi 1170, Bad Urach – 30. září 1227, Bari) byl německý cisterciák, později generální opat cisterciáckého řádu a kardinál-biskup. Podle legendy tradované v cisterciáckém řádu byl v roce 1227 zvolen papežem, volbu však nepřijal a umožnil zvolení Řehoře IX.

## Život
Narodil se v Bad Urachu v hraběcí rodině. V roce 1199 vstoupil do cisterciáckého opatství Villers. Jeho mladší bratr Berthold byl rovněž cisterciáckým mnichem. V roce 1209 se Konrád stal ve Villers opatem a o pět let později se stal opatem v Clairvaux. Roku 1217 se stal opatem v Cîteaux a zároveň generálním opatem celého cisterciáckého řádu (tyto dvě funkce byly po staletí vzájemně propojeny).
V roce 1219 Konráda jmenoval papež Honorius III. kardinálem-biskupem. V následujících letech působil jako papežský legát ve Francii a podílel se na potlačení katarského hnutí. Zároveň se snažil dozírat na řeholní disciplínu v klášterech a podporoval v tehdejší době vzniklé nové řády, například dominikány, či magdalenitky.
Podle cisterciácké legendy byl během konkláve v roce 1227 zvolen papežem, volbu však odmítl přijmout, protože se cítil nehoden takové důstojnosti. Následně se odebral do kláštera v Clairvaux, kde ještě téhož roku zemřel. V cisterciáckém řádu je uctíván jako blahoslavený a jeho liturgická památka se slaví ve výroční den jeho úmrtí - 30. září.

## Atributy
Atributem blahoslaveného Konráda je kardinálský klobouk a berla s dvojitým křížem. Zvláštností jsou některá jeho zobrazení (např. v klášteře v Oseku), na kterých je zobrazen jako mnich, který v temné noci čte knihu a svítí si k tomu plaménky, které vycházejí ze špiček prstů jeho ruky.